# Caldera de Laguna
Caldera de Laguna Se ubica al sureste de Manila en la isla de Luzón al norte del país asiático de Filipinas. Su cumbre tiene una elevación de 743 m o 2.438 pies. La caldera, cuyo lago superficial es solo 1 m sobre el nivel del mar, puede haberse formado al menos durante dos grandes erupciones de alrededor de 1 millón y hace 27.000-29.000 años.